# Miguel Guerrero Sanchez
Miguel Guerrero Sanchez (Otívar, Granada) ha estat un sindicalista, cofundador de Comissions Obreres, i lluitador comunista des de la clandestinitat, al PSUC.
Nascut a Andalusia, va arribar a Barcelona el 1959. Fou president de la Unió de Treballadors i Tècnics (UTT), de la branca de l'aigua, gas i electricitat de la província de Barcelona del Sindicat Vertical.
Vocal Nacional a nivell Estatal, càrrec que va utilitzar per construir la coordinadora estatal d'Energia de Comissions Obreres a la clandestinitat, la qual cosa va servir com a plataforma per a la formació ja a la legalitat, de la Federació Estatal d'Energia de Comissions Obreres, sent el seu primer Secretari General.
Detingut diversos cops en època de l'estat excepció franquista, fou secretari General de la Unió Local de Comissions Obreres de Badalona, i després regidor pel PSUC d'aquest municipi, en les primeres eleccions després de la mort del dictador. Participant en forma activa en el 5è Congrés del PSUC contra l'eurocomunisme, fou membre del Comitè Central del PSUC i del PCC des de la seva creació, d'on va ser expulsat per mantenir-se fidel al PCPE i al comunisme.
Entre 1994 i 2013 va ser el secretari general del Partit Comunista del Poble de Catalunya i membre del Comitè Central del PCPE.